# Enjoy Yourself Tour
Turneul Enjoy Yourself a fost primul turneu mondial al cântăreței Kylie Minogue, pentru a promova albumul Enjoy Yourself. Cu toate că nu a fost lansat pe casetă video sau DVD, înregistrări ale concertului au apărut pe internet în mai 2008.

## Setlist
1. „The Loco-motion (French Kiss Mix)”
2. „Got to Be Certain”
3. „Hand on Your Heart”
4. „Love at First Sight”
5. „Look My Way (Rap Version)”2
6. „Love at First Sight”
7. „Made in Heaven” (Heaven Scent 12" Mix)
8. „My Girl” (acapella)  (performed by male background singers)
9. „Tears on My Pillow” (acapella)
10. „I Should Be So Lucky (Extended Mix)”
11. „I Miss You”
12. „Nothing To Lose”
13. Motown Medley:
  1. „Blame It on The Boogie”
  2. „ABC”
14. „Tell Tale Signs”
15. „Je Ne Sais Pas Pourquoi”
16. „Never Too Late”
17. Wouldn't Change a Thing
18. Bis:
  1. „Dance To The Music”
  2. „Better the Devil You Know”1
  3. „Enjoy Yourself”

1 Interpretat doar în Europa

2 În Australia, cântecul a fost interpretat doar în timpul bisului

## Datele Turneului
| Data             | Oraș          | Țara            | Locația                                   |
| ---------------- | ------------- | --------------- | ----------------------------------------- |
| Australia        |               |                 |                                           |
| 3 februarie 1990 | Brisbane      | Australia       | Brisbane Entertainment Centre             |
| 5 februarie 1990 | Sydney        | Australia       | Sydney Entertainment Centre               |
| 9 februarie 1990 | Melbourne     | Australia       | National Tennis Centre                    |
| Europa           |               |                 |                                           |
| Data             | Oraș          | Țara            | Locația                                   |
| 17 aprilie 1990  | Birmingham    | Anglia          | National Exhibition Centre                |
| 18 aprilie 1990  | Birmingham    | Anglia          | National Exhibition Centre                |
| 19 aprilie 1990  | Birmingham    | Anglia          | National Exhibition Centre                |
| 21 aprilie 1990  | Londra        | Anglia          | London Arena                              |
| 22 aprilie 1990  | Londra        | Anglia          | London Arena                              |
| 23 aprilie 1990  | Londra        | Anglia          | London Arena                              |
| 25 aprilie 1990  | Belfast       | Irlanda de Nord | Kings Hall                                |
| 27 aprilie 1990  | Dublin        | Irlanda         | RDS Hall                                  |
| 28 aprilie 1990  | Dublin        | Irlanda         | RDS Hall                                  |
| 29 aprilie 1990  | Dublin        | Irlanda         | RDS Hall                                  |
| 2 mai 1990       | Tyne and Wear | Anglia          | Whitley Bay Ice Rink                      |
| 8 mai 1990       | Paris         | Franța          | The Zenith                                |
| 10 mai 1990      | Köln          | Germania        | Sporthalle                                |
| 11 mai 1990      | Hamburg       | Germania        | Sporthalle                                |
| 12 mai 1990      | Bruxelles     | Belgia          | Forest National                           |
| 14 mai 1990      | Glasgow       | Scoția          | Scottish Exhibition and Conference Centre |
| 15 mai 1990      | Aberdeen      | Scoția          | Aberdeen Exhibition Centre                |
| 17 mai 1990      | Birmingham    | Anglia          | National Exhibition Centre                |
| 18 mai 1990      | Londra        | Anglia          | Wembley Arena                             |
| Asia             |               |                 |                                           |
| Data             | Oraș          | Țara            | Locația                                   |
| 24 mai 1990      | Hong Kong     | China           | Colosseum                                 |
| 26 mai 1990      | Bangkok       | Thailanda       | Colosseum                                 |

## Personal
Producător: Kylie Minogue

Direction: Adrian Scott

Administration: Terry Blamey

Managerul turneului: Nick Pitts

Director de producție: Alan Hornall

Stage Manager: Peter McFree

Director lumini: Steve Swift

Asistent: Yvonne Savage
Coreograf: Venol John

Costume: Carol Minogue